# Henri Welschinger
Henri Welschinger, né le 2 février 1846 à Muttersholtz en Alsace et mort le 3 novembre 1919 à Viroflay, est un historien passionné par la Révolution et le Premier Empire, administrateur français, homme de lettres, journaliste et également critique.

## Biographie
Henri Welschinger est élève au petit séminaire de Notre-Dame-des-Champs à Paris où il reçoit une éducation classique (Grec, Latin, Logique, Mathématiques). En 1867, il entre à l'Assemblée Nationale en tant qu'archiviste. Puis, il devient administrateur des services du Sénat. Il est directeur du service des procès-verbaux, des impressions et de la rédaction des lois. Henri Welschinger vit au Palais du Luxembourg pendant quarante-deux ans. Il est élu membre de l'Académie des sciences morales et politiques en 1907. Il occupe le fauteuil VI de la section V alors nommée Histoire générale et philosophique.
Il reçoit le grand prix Gobert de l'Académie française en 1898.

## Principales publications

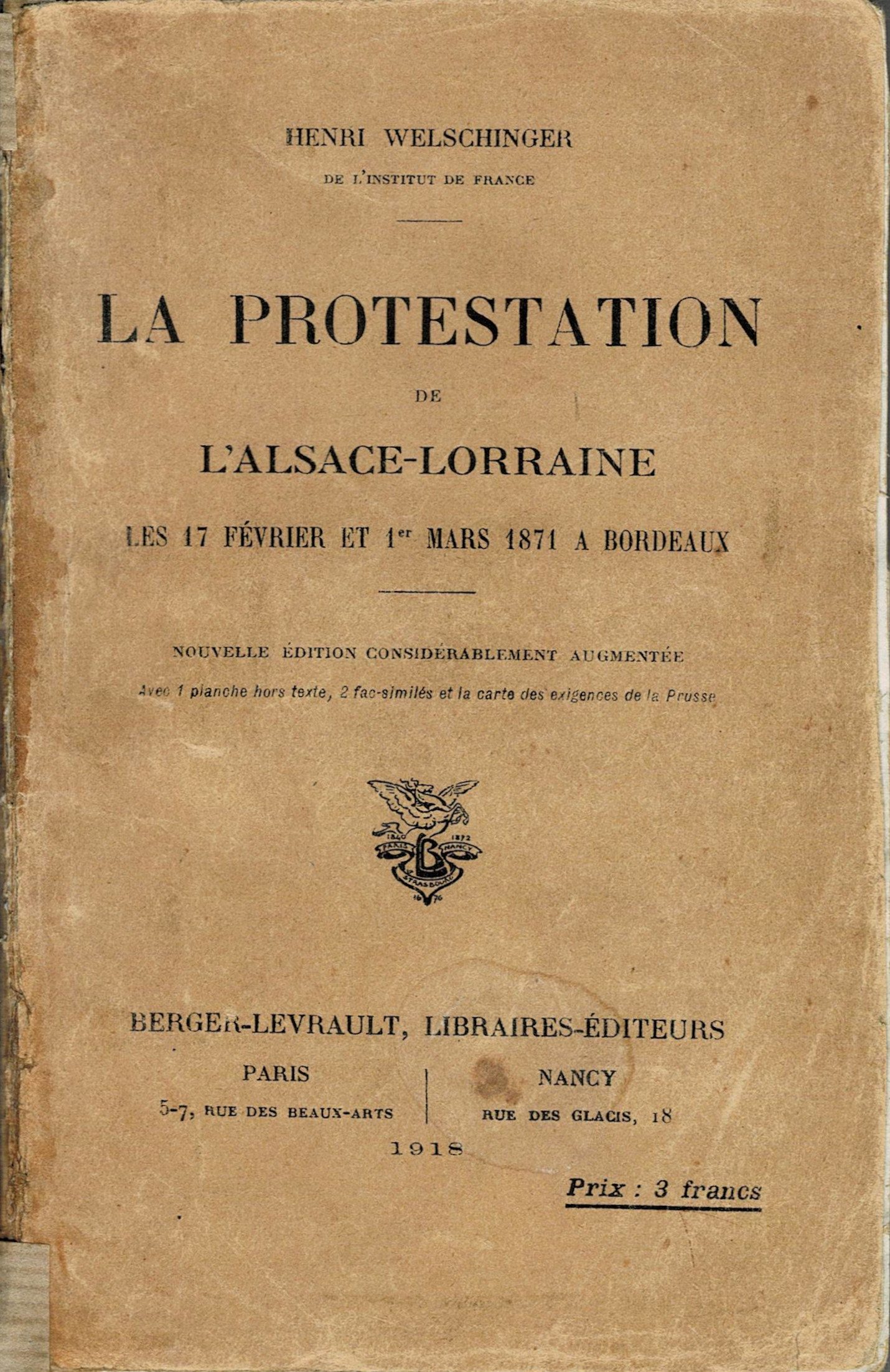
La Protestation de l'Alsace-Lorraine, les 17 février et 1 mars 1871 à Bordeaux, édition de 1918.

- Le Théâtre de la Révolution, 1789-1799, avec documents inédits (1880) Texte en ligne, Prix Halphen de l'Académie française
- Les Bijoux de Mme Du Barry, documents inédits (1881)
- Ranza (1881)
- La Censure sous le Premier Empire, avec documents inédits (1882), prix Montyon de l'Académie française (11/11/1883)
- Le Duc d'Enghien, 1772-1804 (1888)
- Le Divorce de Napoléon (1889)
- Le Roman de Dumouriez. Le Livret de Robespierre. Adam Lux et Charlotte Corday. Le Comité de salut public et la Comédie-Française. Le journaliste Lebois et l'Ami du peuple. D'après les documents inédits des Archives nationales (1890)
- Le Maréchal Ney, 1815 (1893) Texte en ligne
- Aventures de guerre et d'amour du Baron de Cormatin, 1794-1812 (1894)
- Le Roi de Rome (1811-1832) (1897), Grand Prix Gobert de l'Académie française (1898)
- Bismark (1900)
- Sainte Odile, patronne de l'Alsace (1901)
- La Mission secrète de Mirabeau à Berlin, 1786-1787, d'après les documents originaux des archives des Affaires étrangères, avec introduction et notes par Henri Welschinger (1900)
- Le Pape et l'Empereur, 1804-1815 (1905) ([lire en ligne])
- Strasbourg (1905)
- Leconte de Lisle bibliothécaire, article dans le Journal des débats, 16 août 1910 ; Texte sur wikisource.
- La Guerre de 1870 : causes et responsabilités (2 volumes, 1910) Texte en ligne 1 2
- La Vie de Cn. Julius Agricola, traduite par Mirabeau avec réflexions préliminaires. Fragment inédit des œuvres de Mirabeau écrites au donjon de Vincennes en 1779. Publié avec introduction par Henri Welschinger, d'après le manuscrit original des Archives des Affaires Étrangères (1914)
- La Protestation de l'Alsace-Lorraine, les 17 février et 1er mars 1871 à Bordeaux (1914), nouvelle édition considérablement augmentée, Paris & Nancy : chez Berger-Levrault, 1918
- Les Leçons du Livre jaune (1915)
- La Mission du prince de Bülow à Rome, décembre 1914 - mai 1915 (1915)
- Le Retour de l'Alsace-Lorraine à la France (1917)
- L'Empereur Frédéric III, 1831-1888 (1917)
- La Mendicité allemande aux Tuileries, 1852-1870, avec une liste alphabétique des quémandeurs allemands (1917)
- Les Martyrs de septembre (1919)
- L'Alliance franco-russe, les origines et les résultats (1919)
- Douze contes alsaciens (1920)